# Велика Добрава
Велика Добрава (словен. Velika Dobrava) — поселення в общині Іванчна Гориця, Осреднєсловенський регіон, Словенія. Висота над рівнем моря: 468,8 м.